# Người Mursi

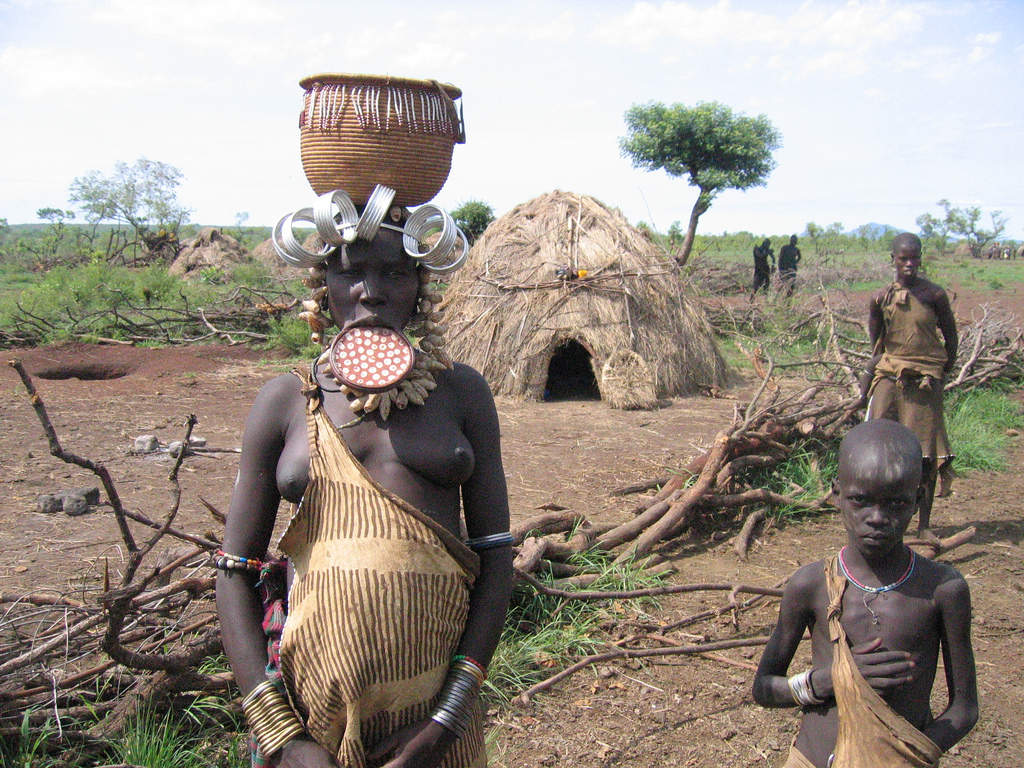
Người dân Mursi

Người Mursi (hoặc Người Mum theo tên tự gọi) là một bộ lạc nhỏ, có khoảng 4.000 người, sống du mục bằng việc chăn nuôi gia súc ở thung lũng Omo thuộc thung lũng Great Rift của châu Phi, phía tây nam Ethiopia.